# Міхаела Модован
Міхаела Модован (нар. 23 березня 1981) — колишня румунська тенісистка.
Найвищу одиночну позицію світового рейтингу — 358 місце досягла 13 вересня 1999, парну — 379 місце — 13 вересня 1999 року.

## Фінали ITF
| Турніри $100,000 |
| Турніри $75,000  |
| Турніри $50,000  |
| Турніри $25,000  |
| Турніри $10,000  |

### Одиночний розряд (1–3)
| Результат | Ранг | Дата         | Турнір                             | Покриття | Суперниця                 | Рахунок       |
| --------- | ---- | ------------ | ---------------------------------- | -------- | ------------------------- | ------------- |
| Поразка   | 1.   | липень 1998  | Скоп'є, North Республіка Македонія | Ґрунт    | Сідні Схюрманс            | 6–7, 6–7      |
| Поразка   | 2.   | липень 1999  | Сецце, Італія                      | Ґрунт    | Кларіса Фернандес         | 2–6, 3–6      |
| Перемога  | 1.   | квітень 2000 | Цавтат, Хорватія                   | Ґрунт    | Paulina Šlitrová          | 6–4, 2–6, 6–3 |
| Поразка   | 3.   | червень 2005 | Бухарест, Румунія                  | Ґрунт    | Corina-Claudia Corduneanu | 2–6, 0–6      |

### Парний розряд (2–3)
| Результат | Ранг | Дата         | Турнір             | Покриття | Партнерка              | Суперниці                             | Рахунок       |
| --------- | ---- | ------------ | ------------------ | -------- | ---------------------- | ------------------------------------- | ------------- |
| Поразка   | 1.   | квітень 1999 | Сан-Северо, Італія | Ґрунт    | Оана Елена Голімбйоскі | Natascha de Kramer Лаура Пена         | 5–7, 0–6      |
| Перемога  | 1.   | серпень 1999 | Бухарест, Румунія  | Ґрунт    | Марина Лазаровська     | Ралука Чокіне Adriana Mingireanu      | 6–1, 6–2      |
| Перемога  | 2.   | серпень 1999 | Бухарест, Румунія  | Ґрунт    | Марина Лазаровська     | Йоана Гашпар Carmen-Raluca Țibuleac   | 3–2 ret.      |
| Поразка   | 2.   | серпень 2000 | Бухарест, Румунія  | Ґрунт    | Alexandra Orăşanu      | Домініка Лузарова Вероніка Раймрова   | 6–2, 5–7, 5–7 |
| Поразка   | 3.   | червень 2005 | Бухарест, Румунія  | Ґрунт    | Александра Дулгеру     | Corina-Claudia Corduneanu Дьяна Енаке | 2–2 ret.      |

## Участь у Кубку Федерації

### Одиночний розряд (2–2)
| Розіграш                                | Стадія | Дата           | Місце           | Супротивник | Покриття | Суперниця          | W/L | Рахунок  |
| --------------------------------------- | ------ | -------------- | --------------- | ----------- | -------- | ------------------ | --- | -------- |
| 2000 Fed Cup Europe/Africa Zone Group I | R/R    | 15 травня 2000 | Мурсія, Іспанія | Slovenia    | Ґрунт    | Катарина Среботнік | L   | 0–6, 3–6 |
| 2000 Fed Cup Europe/Africa Zone Group I | R/R    | 17 травня 2000 | Мурсія, Іспанія | Білорусь    | Ґрунт    | Надія Островська   | L   | 1–6, 5–7 |
| 2000 Fed Cup Europe/Africa Zone Group I | R/R    | 18 травня 2000 | Мурсія, Іспанія | Morocco     | Ґрунт    | Meryem El Haddad   | W   | 6–4, 6–0 |
| 2000 Fed Cup Europe/Africa Zone Group I | R/R    | 19 травня 2000 | Мурсія, Іспанія | Poland      | Ґрунт    | Катажина Стрончи   | W   | 6–4, 6–4 |

### Парний розряд (1–2)
| Розіграш                                | Стадія | Дата           | Місце           | Супротивник | Покриття | Партнерка     | Суперниці                        | W/L | Рахунок  |
| --------------------------------------- | ------ | -------------- | --------------- | ----------- | -------- | ------------- | -------------------------------- | --- | -------- |
| 2000 Fed Cup Europe/Africa Zone Group I | R/R    | 15 травня 2000 | Мурсія, Іспанія | Slovenia    | Ґрунт    | Ралука Чокіне | Тіна Кріжан Катарина Среботнік   | L   | 4–6, 5–7 |
| 2000 Fed Cup Europe/Africa Zone Group I | R/R    | 17 травня 2000 | Мурсія, Іспанія | Білорусь    | Ґрунт    | Ралука Чокіне | Ольга Барабанщикова Тетяна Пучек | L   | 2–6, 3–6 |
| 2000 Fed Cup Europe/Africa Zone Group I | R/R    | 18 травня 2000 | Мурсія, Іспанія | Morocco     | Ґрунт    | Ралука Чокіне | Хабіба Іфрах Meryem Lahlou       | W   | 6–2, 6–2 |